# Старое мусульманское кладбище (Троицк)
Старое мусульманское кладбище — одно из мусульманских кладбищ г. Троицка Челябинской области.
Самые ранние захоронения датированы началом XIX века.
Среди похороненных на кладбище — мусульманское духовенство, а также видные представители татарского купечества города: Абубакировы, Бакировы, Валиевы, Яушевы и другие.

## Похороненные
- Зайнулла Расулев, мусульманский религиозный деятель, ишан, последователь суфизма, просветитель, один из лидеров движения джадидов. Могила З. Расулева является объектом паломничества. В начале XXI в. могила и территория вокруг неё были благоустроены.
- шейх Ахмадхаджи Рахманкулов, ахун г. Троицка и Троицкого уезда, просветитель, один из лидеров движения джадидов[2]
- Мухаммед Бикматов, мусульманский религиозный деятель и просветитель
- Представители купеческой семьи Яушевых[1]:
  - Абдулвали Яушев
  - Ахметжан Яушев
  - Мухамметшариф Яушев
  - Мухамметсадык Яушев
  - Гайса Яушев

## Галерея
- Вход к могиле Зайнуллы Расулева
- Могила шейха Ахмадхаджи Рахманкулова
- Могила Мухаммеда Бикматова
- Могила Абдулвали Яушева
- Могила Ахметжана Яушева
- Могила Мухаметшарифа Яушева
- Могила Гайсы Яушева
- Вход на семейное захоронение купцов Яушевых
- Семейное захоронение купцов Яушевых